# Eragrostis warmingii
Eragrostis warmingii är en gräsart som beskrevs av Eduard Hackel. Eragrostis warmingii ingår i släktet kärleksgrässläktet, och familjen gräs.
Artens utbredningsområde är Venezuela. Inga underarter finns listade i Catalogue of Life.